# دانشگاه ملی معماری و شهرسازی ارمنستان
دانشگاه ملی معماری و شهرسازی ارمنستان (ارمنی: Ճարտարապետության և շինարարարության Հայաստանի ազգային համալսարան, ՃՇՀԱՀ; انگلیسی: National University of Architecture and Construction of Armenia) یک دانشگاه دولتی می‌باشد که در ایروان پایتخت ارمنستان واقع شده‌است.

## تاریخچه
در سال ۱۹۲۱ مدرسه فنی حرفه‌ای در داخل دانشگاه تازه‌تاسیس دولتی ایروان ایجاد گردید و نخستین سال فارغ‌التحصیل دانشجویان در سال ۱۹۲۸ صورت گرفت. در ژوئیه ۱۹۳۰ انستیتو شهرسازی ارمنستان که در این زمان دپارتمان‌های معماری و شهرسازی، و مهندسی هیدرولوژی و شیمی داشت به ریاست معمار سرشناس میکائل مازمانیان به نخستین رئیس افتتاح شد.
در سال ۲۰۰۰ به دانشگاه دولتی معماری و شهرسازی ایروان تغییر نام داد.
نخستین رئیس این دانشگاه آرسن بلگاریان بود که بین سال‌های ۱۹۹۸ تا ۲۰۰۶ بر این دانشگاه ریاست نمود و پس از آن تا اکنون پروفسور هُوْهانِس توکماجیان ریاست این دانشگاه را برعهده دارد.
در سال ۲۰۱۴ این دانشگاه به نام دانشگاه ملی معماری و شهرسازی ( National University of Architecture and Construction of Armenia (NUACA)تغیر نام داد.